# Heliconius mirabilis
Heliconius mirabilis är en fjärilsart som beskrevs av Riffarth 1900. Heliconius mirabilis ingår i släktet Heliconius och familjen praktfjärilar. Inga underarter finns listade i Catalogue of Life.